# Branchinella
Branchinella är ett släkte av kräftdjur. Branchinella ingår i familjen Thamnocephalidae.

## Bildgalleri

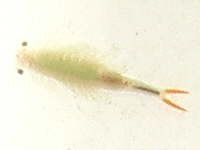

## Dottertaxa tillBranchinella, i alfabetisk ordning[1]
- Branchinella acacioidea
- Branchinella affinis
- Branchinella alachua
- Branchinella apophysata
- Branchinella arborea
- Branchinella australiensis
- Branchinella basispina
- Branchinella buchananensis
- Branchinella chudeaui
- Branchinella compacta
- Branchinella denticulata
- Branchinella dubia
- Branchinella frondosa
- Branchinella hardingi
- Branchinella hattahensis
- Branchinella kugenumaensis
- Branchinella latzi
- Branchinella lithaca
- Branchinella longirostris
- Branchinella lyrifera
- Branchinella madurai
- Branchinella minuta
- Branchinella mira
- Branchinella nichollsi
- Branchinella occidentalis
- Branchinella ondonguae
- Branchinella ornata
- Branchinella pinnata
- Branchinella proboscida
- Branchinella simplex
- Branchinella spinosa
- Branchinella sublettei
- Branchinella wellardi
- Branchinella yunnanensis